# 東京ディズニーランドのアトラクションの一覧
東京ディズニーランドのアトラクションの一覧（とうきょうディズニーランドのアトラクションのいちらん）では、東京ディズニーランド (TDL) 内に設置されたアトラクションの一覧を示す。
以下でいうアトラクションの開設日は、運営側が発表した「グランドオープン」日を基準としている。なお、この開設日より前の期間にも、慣熟訓練や最終確認のため、事前告知せず運営を行う「スニークプレビュー」と呼ばれる公開リハーサルを行うことがある。また、ディズニーパークの用語に合わせ、従業員を「キャスト」、入場客を「ゲスト」、アトラクションの搬器部分（乗り物）を「ライド」と表記する。

## ウエスタンランド

### トムソーヤ島いかだ
| トムソーヤ島いかだ Tom Sawyer Island Rafts | トムソーヤ島いかだ Tom Sawyer Island Rafts | トムソーヤ島いかだ Tom Sawyer Island Rafts           | トムソーヤ島いかだ Tom Sawyer Island Rafts           |
| ------------------------------------------ | ------------------------------------------ | ---------------------------------------------------- | ---------------------------------------------------- |
| オープン日                                 | オープン日                                 | 1983年4月15日 (東京ディズニーランドと同時にオープン) | 1983年4月15日 (東京ディズニーランドと同時にオープン) |
| スポンサー                                 | スポンサー                                 | なし                                                 | なし                                                 |
| 所要時間                                   | 所要時間                                   | 約1分30秒〜3分                                       | 約1分30秒〜3分                                       |
| 定員                                       | 定員                                       | 55名/1隻                                             | 55名/1隻                                             |
| 利用制限                                   |                                            | なし                                                 | なし                                                 |
| ファストパス                               | ファストパス                               |                                                      | 対象外                                               |
| シングルライダー                           | シングルライダー                           |                                                      | 対象外                                               |

トムソーヤ島いかだ (Tom Sawyer Island Rafts) は、環状の「アメリカ河」に囲まれた「トムソーヤ島」と連絡する、いかだ型動力船による渡し船のアトラクション。「トムソーヤ島」へ行くには、このアトラクションに乗らなければならない。開園時間の1時間後から日没までの運行になる。なお、このアトラクションでは船舶を使用するため国土交通省関東運輸局から「セトラーズ・トムズ航路」 (25m・50m) として、いかだ4隻による「人の運送をする不定期航路事業」認可を取得している。
筏には、小説『トム・ソーヤの冒険』の登場人物名が船名として付けられており、以下の4隻となっている。
- トム・ソーヤー
- ハック・フィン
- ベッキー・サッチャー
- インジャン・ジョー

アメリカ河に於いて蒸気船マークトウェイン号やビーバーブラザーズのカヌー探検などに緊急事態が発生したときは、この筏がすべての救援活動を行う事になっている。そのためアトラクションが終了してもすぐに動かせる状態にしてある。筏があるため蒸気船マークトウェイン号には救命ボートや救命胴衣などを搭載していない。
「トムソーヤ島」は、小説『トム・ソーヤの冒険』をモチーフにした散策型施設となっており、ウォルト・ディズニー自身が設計に関わった唯一のアトラクションである。
このアトラクションは、ビーバーブラザーズのカヌー探検と同じく、日没までの営業。

## トゥーンタウン

### ミニーの家
| ミニーの家 Minnie's House | ミニーの家 Minnie's House | ミニーの家 Minnie's House | ミニーの家 Minnie's House |
| ------------------------- | ------------------------- | ------------------------- | ------------------------- |
| オープン日                | オープン日                | 1996年4月15日             | 1996年4月15日             |
| スポンサー                | スポンサー                | なし                      | なし                      |
| 利用制限                  |                           | なし                      | なし                      |
| ファストパス              | ファストパス              |                           | 対象外                    |
| シングルライダー          | シングルライダー          |                           | 対象外                    |

ミニーの家 (Minnie's House) は、ディズニーキャラクターミニーマウスの自宅をモチーフにした自由行動型アトラクション。女性の部屋に見立てた室内で台所や家具などに触れて遊ぶ、女子年少者を主な対象としている。
なお、ミニーマウス本人は外出中（という設定）である為、「ミッキーの家とミート・ミッキー」とは異なり、ミニーマウスと会うことはできない。なお、トゥーンタウン内に「ミニーのスタイルスタジオ」が2020年9月28日にオープンしており、そちらでミニーマウスに会うことができる。
Trivia
家の前の井戸で願い事をするとミニーマウスの声を、電話からは留守番電話に録音された仲間たちのメッセージを聞くことができる。

### チップとデールのツリーハウス
| チップとデールのツリーハウス Chip 'n Dale's Treehouse | チップとデールのツリーハウス Chip 'n Dale's Treehouse | チップとデールのツリーハウス Chip 'n Dale's Treehouse | チップとデールのツリーハウス Chip 'n Dale's Treehouse |
| ----------------------------------------------------- | ----------------------------------------------------- | ----------------------------------------------------- | ----------------------------------------------------- |
| オープン日                                            | オープン日                                            | 1996年4月15日                                         | 1996年4月15日                                         |
| スポンサー                                            | スポンサー                                            | なし                                                  | なし                                                  |
| 利用制限                                              |                                                       | なし                                                  | なし                                                  |
| ファストパス                                          | ファストパス                                          |                                                       | 対象外                                                |
| シングルライダー                                      | シングルライダー                                      |                                                       | 対象外                                                |

チップとデールのツリーハウス (Chip'n Dale's Treehouse) は、ディズニーキャラクターチップとデールのオーク（日本語訳樫）の木の家をモチーフにした散策型アトラクション。同種のアトラクション「スイスファミリー・ツリーハウス」と比較して小さめで、年少者を主な対象としている。当初は滑り台ができていたが、滑るほうを逆に登る子供が絶えず、安全のため両方とも階段に改修された。

### ドナルドのボート
| ドナルドのボート Donald's Boat | ドナルドのボート Donald's Boat | ドナルドのボート Donald's Boat | ドナルドのボート Donald's Boat |
| ------------------------------ | ------------------------------ | ------------------------------ | ------------------------------ |
| オープン日                     | オープン日                     | 1996年4月15日                  | 1996年4月15日                  |
| スポンサー                     | スポンサー                     | なし                           | なし                           |
| 利用制限                       |                                | なし                           | なし                           |
| ファストパス                   | ファストパス                   |                                | 対象外                         |
| シングルライダー               | シングルライダー               |                                | 対象外                         |

ドナルドのボート (Donald's Boat) は、ディズニーキャラクタードナルドダックが所有する船をモチーフにした自由行動型アトラクション。船内は1階と2階の2層構造。操舵室に見立てた室内で舵や警笛などに触れて遊ぶ、男児年少者を主な対象としている。船の頭の部分には、デイジーダックをあしらった女神が付いている。
2002年までは1階内部から2階甲板へよじ登る網があったが危険なため取り外された。
物語:元船乗りのトゥーン。いつの間にか船が住処になっていたところ、ミッキーからの誘いを受けて引っ越し。故郷のダックバーグから風船を利用してボートを移動。 船の名前は「ミス・デイジー号」。ドナルドの暮らすこの船を、訪れるゲストの為に開放している。

### グーフィーのペイント＆プレイハウス
| グーフィーのペイント＆プレイハウス Goofy's Paint 'n' Play House | グーフィーのペイント＆プレイハウス Goofy's Paint 'n' Play House | グーフィーのペイント＆プレイハウス Goofy's Paint 'n' Play House | グーフィーのペイント＆プレイハウス Goofy's Paint 'n' Play House |
| --------------------------------------------------------------- | --------------------------------------------------------------- | --------------------------------------------------------------- | --------------------------------------------------------------- |
| オープン日                                                      | オープン日                                                      | 2012年8月24日                                                   | 2012年8月24日                                                   |
| スポンサー                                                      | スポンサー                                                      | なし                                                            | なし                                                            |
| 利用制限                                                        |                                                                 | 7歳未満は16歳以上の同伴が必要                                   | 7歳未満は16歳以上の同伴が必要                                   |
| ファストパス                                                    | ファストパス                                                    |                                                                 | 対象外                                                          |
| シングルライダー                                                | シングルライダー                                                |                                                                 | 対象外                                                          |

グーフィーのペイント＆プレイハウス (Goofy's Paint 'n' Play House) は、グーフィーの部屋の中で、ペンキ噴射装置「トゥーントーン・スプラットマスター」を使い、本当にペンキを使ってユニークな模様替えをしているかのような体験を楽しむことができるアトラクション。操作はとても簡単で、色づけしたい壁や家具に噴射の狙いを定め、あとは噴射するだけ。グーフィーに気に入ってもらえるよう、参加するゲスト全員で力を合わせながら、部屋中をカラフルに色づけしていく。トゥーンタウンの公開以来、初めての新アトラクションオープンとなる。
トゥーントーン・スプラットマスターは8基設置されている。「トイ・ストーリー・マニア!」のシューターと同じ形をしており、トイ・ストーリー・マニア!と同じくひもを引っ張るものの他、ボタンを押すものやハンドルを回すものもある。
模様替えする部屋は、ビーチやジャングルなど様々な種類がある。王様の部屋に模様替えした場合、ゲーム「キングダムハーツ」シリーズのグーフィーの盾が飾られる。

### トゥーンパーク
| トゥーンパーク Toon Park | トゥーンパーク Toon Park | トゥーンパーク Toon Park | トゥーンパーク Toon Park |
| ------------------------ | ------------------------ | ------------------------ | ------------------------ |
| オープン日               | オープン日               | 1996年4月15日            | 1996年4月15日            |
| スポンサー               | スポンサー               | なし                     | なし                     |
| 利用制限                 |                          | なし                     | なし                     |
| ファストパス             | ファストパス             |                          | 対象外                   |
| シングルライダー         | シングルライダー         |                          | 対象外                   |

トゥーンパーク (Toon Park) は、トゥーンタウン内にある小規模な児童公園型のアトラクション。年少者への安全対策として、地面や遊具は柔らかい素材で構成されている。
物語 : ここに飾られた、動物などの彫刻はミッキーマウスが作った。

## 終了したアトラクション

### ワールドバザール

#### メインストリート・ビークル:ファイアーエンジン
メインストリート・ビークル:ファイアーエンジン (Main Street Vehicle: Fire Engine) は、シンデレラ城前の「プラザ」を遊覧する自動車のアトラクション。アメリカで活躍していた消防自動車を模した形をしている。車体のモデルはイリノイ州のビクトリアワークス社製。同種のアトラクション「オムニバス」とは違い、ワールドバザール、ウェスタンランド、トゥモローランドの各ランドに設置された3つの停車場の拠点間移動に利用できた。
使用車両は東京ディズニーシーのビッグシティ・ヴィークルとして流用されていたが、2008年4月に廃車となった。
厳密には終了しておらず3ヶ所の停車場はそのまま残っていたが、現在は撤去されている。

#### メインストリート・ビークル:ホースレスキャリッジ
メインストリート・ビークル:ホースレスキャリッジ (Main Street Vehicle: Horseless Carridge) は、シンデレラ城前の「プラザ」を遊覧する自動車のアトラクション。ホースレスキャリッジとは馬の代わりにエンジンを取りつけた簡単な荷車で19世紀後半に呼ばれていた。クラシックカーを模した形をしている。同種のアトラクション「オムニバス」とは違い、ワールドバザール、ウェスタンランド、トゥモローランドの各ランドに設置された3つの停車場の拠点間移動に利用できた。
使用車両は東京ディズニーシーのビッグシティ・ヴィークルとして流用されていたが、2002年に廃車となった。
厳密には終了しておらず3ヶ所の停車場はそのまま残っていたが、現在は撤去されている。
Trivia
- モデルは1903年型。
- エンジンはフォード製2300ccを搭載。

#### メインストリート・シネマ
メインストリート・シネマ (Main Street Cinema) は、19世紀の映画館を再現したアトラクション。六角柱状の一部屋の壁に、6作品の短編アニメ映画を同時に上映していた。上映されていた映画はどれも本来はトーキーであるが、19世紀後半の時代を再現するため無声にアレンジされた。立ち見のみで座席は一切設置されていない。
2002年10月21日に運営終了。
現在、アトラクションがあった場所はグランドエンポーリアムの一部になっている。
上映されていた短編アニメは以下の通り。
- プレーン・クレイジー PLANE CRAZY（1928年）
- タクシー・ドライバー TRAFFIC TROUBLE（1931年）
- ミッキーの犬泥棒 THE DOG NAPPER（1934年）
- ミッキーのポロゲーム MICKEY'S POLO TEAM（1936年）
- ドナルドの磁石騒動 DONALD AND PLUTO（1936年）
- ミッキーの大鹿狩り MOOSE HUNT（1931年）

Trivia
- アトラクションの入り口には切符売り場が再現されていた。
- 切符売り場の女性が読んでいた本は『リップ・ヴァン・ウィンクル』。

### アドベンチャーランド

#### （旧）カリブの海賊
| （旧）カリブの海賊 | （旧）カリブの海賊 | （旧）カリブの海賊                                   | （旧）カリブの海賊                                   |
| ------------------ | ------------------ | ---------------------------------------------------- | ---------------------------------------------------- |
| オープン日         | オープン日         | 1983年4月15日 (東京ディズニーランドと同時にオープン) | 1983年4月15日 (東京ディズニーランドと同時にオープン) |
| クローズ日         | クローズ日         | 2007年5月6日                                         | 2007年5月6日                                         |
| スポンサー         | スポンサー         | キリンビール                                         | キリンビール                                         |
| 所要時間           | 所要時間           | 約15分                                               | 約15分                                               |
| 定員               | 定員               | 20人/1艘                                             | 20人/1艘                                             |
| 利用制限           |                    | なし                                                 | なし                                                 |
| ファストパス       | ファストパス       |                                                      | 対象外                                               |
| シングルライダー   | シングルライダー   |                                                      | 対象外                                               |

カリブの海賊 (Pirates of the Caribbean) は、海賊がはびこる17 - 18世紀のカリブ海沿岸をモチーフにした、ライド型アトラクション。ボート型のライドに乗って、海賊に襲われる町や海をめぐるという設定。海賊などの人間にロボット（オーディオ・アニマトロニクス）を使用しており、そのリアリティを特徴とする。
また、年齢・身長制限はないがコースの導入部で急降下があり、「しっかり掴まってろ、両方のおててでな」（声：納谷悟朗）というトーキングスカルの台詞の直後に落下する。たまに終点付近で、ボートが急停止する場合がある。その時に流れる台詞は、「海賊たちが大暴れして、前のボートを止めてしまった様です…。」である。
アトラクション内で海賊たちが言っているセリフはかなりきつい南部なまりの入った英語であり、さらに数人が同時に喋ったりしているので、聞き取ることは非常に困難である。
このアトラクションは1967年3月18日にカリフォルニアのディズニーランドに開設された元祖のものとほぼ同じものである。
Trivia
- ゲストがボートに乗り込む場所はラフィートの船着き場という。
  - ラフィートとは19世紀はじめにカリブ海一帯を支配下に治めたフランスの大海賊ジャン・ラフィート。表向きはまじめな鍛冶屋だったが、裏の顔が海賊であった。
- 激しい砲撃戦のシーンで砲撃を指示しているのは17世紀末、太平洋岸の港町を荒らしまわったイギリスの海賊エドワード・ティーチがモデルと言われている。

### ファンタジーランド

#### シンデレラ城ミステリーツアー
| シンデレラ城ミステリーツアー | シンデレラ城ミステリーツアー | シンデレラ城ミステリーツアー | シンデレラ城ミステリーツアー |
| ---------------------------- | ---------------------------- | ---------------------------- | ---------------------------- |
| オープン日                   | オープン日                   | 1986年7月11日                | 1986年7月11日                |
| クローズ日                   | クローズ日                   | 2006年4月5日                 | 2006年4月5日                 |
| スポンサー                   | スポンサー                   | なし                         | なし                         |
| 利用制限                     |                              | なし                         | なし                         |
| ファストパス                 | ファストパス                 |                              | 対象外                       |
| シングルライダー             | シングルライダー             |                              | 対象外                       |

シンデレラ城ミステリーツアー (Cinderella Castle Mystery Tour) は、ウォークスルータイプと呼ばれる徒歩移動型のアトラクション。シンデレラ城の内部を、ガイド役のキャストと共に数十人のグループが歩いて移動する。
ツアーには2タイプあり、どちらかのツアーメンバーのゲストのうち一人が「勇者」に選ばれ、クライマックスシーンのヒーローを演じ「勇者のメダル」という記念品が授与される。1つの班につき1人しか貰えない。運営終了4日前からは、ツアーに参加したゲスト全てに「勇者のメダル」を授与するというキャンペーンが行われた。
1986年7月11日に正式に運営開始、2006年4月5日運営終了となった。このアトラクションは、世界のディズニーパークの中でTDL独自のアトラクションであった。尚、運営終了の理由は公表されていないが、シンデレラ城は建築基準法改正前に建築された建物だった為、耐震補強工事をするにあたり、ミステリーツアーで使用しているスペースを埋める必要があったのではないかという説がある。
ショーストーリー本来の目的は、ガイドと共に豪華絢爛なシンデレラ城内部を歩いて廻り、最終的には棟の頂上に上がるというもので、ガイドの最初の説明が終わるとギャラリー直通の自動ドアが開き、ゲスト達はディズニーの数々のヒーローやヒロインたちの肖像画が飾られているギャラリーを訪れ、ガイドからディズニー映画『コルドロン』にて光の剣で魔王ホーンドキングを討伐した少年ターランの説明を受ける。
ところが、数々の絵画の中心に設置されている魔法の鏡が顔を表してその説明を侮辱し始め、ディズニーのヒーローやヒロインたちの肖像画を雷鳴と共に悪役の肖像画へと変化させ、ゲストを秘密の地下室へと誘う。そこでゲストは、白雪姫の女王の実験室や『ファンタジア』の悪者チェルナボーグ、『眠れる森の美女』のマレフィセントやその手下、ドラゴンなど数々の城の秘密を知り、ガイドはゲストたちを3階直通のエレベーターに退避させ、全員が到着するとその階で勇者ターランの活躍が描かれた壁画の説明をガイドから受けている途中、魔法の鏡に誘われて通路の途中で閉じ込められるが、彼からの宣戦布告とともに魔法の大釜が置かれているホーンドキングの祭壇の間への通路が開かれ、最後に一人のゲストが選ばれホーンドキングと「光の剣」で戦う事となる。そのゲストが光の剣をかざしてホーンドキングを倒すと出口付近の小部屋が開き、そのゲストは「勇者」と称えられてそこで「勇者のメダル」を授与される。なお、ゲストはこの場で、公式の声明発表としてファンタジーランドの騎士、王国のヒーロー・ヒロインとして男性ゲストはサー、女性ゲストはレディの称号も授与される。
声の出演
- ホーンドキング : 飯塚昭三
- 魔法の鏡 : 柴田秀勝

クローズ後の跡地には2011年4月よりシンデレラのフェアリーテイル・ホールが開設されている。

#### トゥモローランド行きスカイウェイ
| スカイウェイ     | スカイウェイ     | スカイウェイ                                         | スカイウェイ                                         |
| ---------------- | ---------------- | ---------------------------------------------------- | ---------------------------------------------------- |
| オープン日       | オープン日       | 1983年4月15日 (東京ディズニーランドと同時にオープン) | 1983年4月15日 (東京ディズニーランドと同時にオープン) |
| クローズ日       | クローズ日       | 1998年11月3日                                        | 1998年11月3日                                        |
| スポンサー       | スポンサー       | 日本通運                                             | 日本通運                                             |
| 所要時間         | 所要時間         | 約4分                                                | 約4分                                                |
| 定員             | 定員             | 4人/1両                                              | 4人/1両                                              |
| 利用制限         |                  | なし                                                 | なし                                                 |
| ファストパス     | ファストパス     |                                                      | 対象外                                               |
| シングルライダー | シングルライダー |                                                      | 対象外                                               |

スカイウェイ (Skyway) は、循環式ロープウェイのアトラクション。建物はアルプスの山小屋風であった。
ファンタジーランドとトゥモローランドを結び、移動手段としても利用できた。当時のスポンサーは日本通運株式会社で、各ゴンドラのドアの右脇にペリカン便のロゴが貼付してあった。ゴンドラの定員は大人4名で、赤・青・緑・黄色・橙色の5色がランダムに行き来した。全長269メートル、高度は約22メートル。
当時の運輸省令であった索道規則（1986年に鉄道事業法に統合）に基づいて運行され、1982年2月26日事業許可、1983年3月31日運輸開始。ファンタジーランド駅側にケーブルを循環させるモーターが、トゥモローランド駅側にケーブルの張りを調節するおもりとゴンドラの格納庫があった。駅に停車中、ゴンドラはロープに固定されておらず、乗車時はゆっくり動くようになっていた。従って車椅子での利用はできなかった。
途中隣接するトゥーンタウンの建設中には、窓に曇りガラス加工がされていた。これは建設現場が見えないようにするという配慮からである。この間、扉側半分にフィルムを貼るゴンドラと、その反対側半分に貼るゴンドラの2種類が存在した。現場を見せないため、例えばトゥモローランド駅側から乗車の際には、扉側半分にフィルムを貼ったゴンドラにゲストを乗せ、次に来た反対側半分に貼ったゴンドラは回送にし、交互に運行していた。このため、ゲストは通常の倍の待ち時間を覚悟しなければならなかった。
索道事業廃止手続の関係上、運営終了日は事前に告知され、1998年11月3日の閉園時間を以って終了した。
ファンタジーランド駅の駅舎は運営終了後、プーさんのハニーハント建設のため、索道の設備撤去後に解体されたが、トゥモローランド駅の建物は地上部分が増築され、「トゥモローランド・ホール」（キャッスルショーの抽選会や、東京ディズニーランド年間パスポート所持者スタンプラリーの会場として使用）に改称して運営されていたが、スペース・マウンテンの建て替えに伴い解体されることとなった。これに伴い、2024年4月からは、現在のスペース・マウンテンのライドをモチーフにしたフォトロケーション「スペース・フォトプレイス」として使われている。なお、2階のホーム部分は索道の設備撤去後、完全に窓の無い壁で覆われてしまったため、駅としての面影はなくなっている。

### トゥーンタウン

#### ジョリートロリー
| ジョリートロリー | ジョリートロリー | ジョリートロリー | ジョリートロリー |
| ---------------- | ---------------- | ---------------- | ---------------- |
| オープン日       | オープン日       | 1996年4月15日    | 1996年4月15日    |
| クローズ日       | クローズ日       | 2009年4月14日    | 2009年4月14日    |
| スポンサー       | スポンサー       | なし             | なし             |
| 利用制限         |                  | なし             | なし             |
| ファストパス     | ファストパス     |                  | 対象外           |
| シングルライダー | シングルライダー |                  | 対象外           |

ジョリートロリー (Jolly Trolley) は、トゥーンタウン内を運行する路面電車のアトラクション。ユラユラ揺れながら進むトロリーであった。「ミッキーアベニュー」から「ダウンタウン」までを走行する。両終端駅はループ線になっているため折り返し作業の必要がなく、運転台は片側にのみ存在した。走行路線の途中に停車しない「停車場」もあり、実際にはベンチとして利用される。本線は単線であり、この「停車場」ですれ違うことで2両の電車が同時に運行していた。
オープンから13年たった2009年4月14日をもってジョリートロリーは運営を終了（廃線）した。のちに線路の隙間も埋められている。
2009年8月より、かつての車庫前に留め置かれる形で、フォトロケーションとして再び車両が登場している。
物語
ジョリートロリーができる前は、トゥーンたちは大砲から発射されたり、巨大なパチンコで打ち上げられたりなどであったが、大勢が一度に移動できないことが問題であった。そのため、トゥーンタウン交通運送委員会を設置し乗り物が開発された。ユラユラ揺れるのはトゥーンたちからガタゴト揺れてばかばかしい乗り物が欲しいと要望したためである。

#### グーフィーのはずむ家
| グーフィーのはずむ家 | グーフィーのはずむ家 | グーフィーのはずむ家 | グーフィーのはずむ家 |
| -------------------- | -------------------- | -------------------- | -------------------- |
| オープン日           | オープン日           | 1996年4月15日        | 1996年4月15日        |
| クローズ日           | クローズ日           | 2009年8月7日         | 2009年8月7日         |
| スポンサー           | スポンサー           | なし                 | なし                 |
| 利用制限             |                      | 3歳以上、132cm未満   | 3歳以上、132cm未満   |
| ファストパス         | ファストパス         |                      | 対象外               |
| シングルライダー     | シングルライダー     |                      | 対象外               |

グーフィーのはずむ家は、トゥーンタウン内に存在したアトラクションである。3歳以上で、132cm未満のみが利用でき、子供向けのアトラクションである。建っているのが不思議なくらい不安定な建物といわれるグーフィーの家。その中に案内されたゲストは入ってみると、ぶつかっても痛くない家具やフニャフニャの暖炉、そしてやわらかい壁。部屋全体が、まるでクッションでできているような空間で、約3分間ゲストはジャンプしたりなどして楽しむという内容。
2009年8月8日から、定期点検の予定で休止したが、しばらくして再開日が未定になり事実上の無期限休止、2010年初頭にクローズした。クローズの原因は発表されておらず、跡地や公式サイトには「グーフィーの家では新しい遊びを開発中です。どうぞお楽しみに!」と記載されている。2012年に「グーフィーのペイント&プレイハウス」としてオープンした。
2010年4月1日 - 2010年6月30日に開催されていたスペシャルイベント「ディズニー・イースターワンダーランド」の体験型プログラム「イースターエッグハント」のゴール地点に利用されていた。

### トゥモローランド

#### アメリカン・ジャーニー サークルビジョン360°
| アメリカン・ジャーニー サークルビジョン360° | アメリカン・ジャーニー サークルビジョン360° | アメリカン・ジャーニー サークルビジョン360° | アメリカン・ジャーニー サークルビジョン360° |
| ------------------------------------------- | ------------------------------------------- | ------------------------------------------- | ------------------------------------------- |
| オープン日                                  | オープン日                                  | 1986年5月17日                               | 1986年5月17日                               |
| クローズ日                                  | クローズ日                                  | 1992年8月31日                               | 1992年8月31日                               |
| スポンサー                                  |                                             |                                             |                                             |
| 利用制限                                    |                                             | なし                                        | なし                                        |
| ファストパス                                | ファストパス                                |                                             | 対象外                                      |
| シングルライダー                            | シングルライダー                            |                                             | 対象外                                      |

アメリカン・ジャーニー サークルビジョン360° (American Journeys) は東京ディズニーランドの終了したアトラクション。「マジックカーペット世界一周」から引き継いだ360°のスクリーンが特徴であった。ここの場所の移り変わりはビジョナリアムを参照。

#### エターナル・シー
| エターナル・シー | エターナル・シー | エターナル・シー                                     | エターナル・シー                                     |
| ---------------- | ---------------- | ---------------------------------------------------- | ---------------------------------------------------- |
| オープン日       | オープン日       | 1983年4月15日 (東京ディズニーランドと同時にオープン) | 1983年4月15日 (東京ディズニーランドと同時にオープン) |
| クローズ日       | クローズ日       | 1984年9月16日                                        | 1984年9月16日                                        |
| スポンサー       |                  |                                                      |                                                      |
| 利用制限         |                  | なし                                                 | なし                                                 |
| ファストパス     | ファストパス     |                                                      | 対象外                                               |
| シングルライダー | シングルライダー |                                                      | 対象外                                               |

エターナル・シー (Eternal Sea) は東京ディズニーランドの終了したアトラクション。TDLが海に近いところに立地していることがきっかけで制作された、海をテーマにした2Dシアターで、世界のディズニーパークの中でもTDL独自のアトラクションであった。幅8.6m、高さ5mのスクリーン5枚を横に並べたスクリーンを採用。
内容は、原始時代の漁生活や大英帝国海軍の歴史、ホオジロサメの生態研究や黒真珠養殖、ロボット深海探査といった海に関する研究・調査、世界各国の海や港の模様（日本からは、築地市場と島根県のイカ釣りが登場）を紹介したものであった。
3Dの「マジック・ジャーニー」へのフィルム交換に伴いクローズした。TDLで最初にクローズしたアトラクションである。

#### ミクロアドベンチャー!
「キャプテンEO」がレギュラー化アトラクションになったためクローズした。

#### ビジョナリアム
| ビジョナリアム   | ビジョナリアム   | ビジョナリアム                     | ビジョナリアム                     |
| ---------------- | ---------------- | ---------------------------------- | ---------------------------------- |
| オープン日       | オープン日       | 1993年4月15日                      | 1993年4月15日                      |
| クローズ日       | クローズ日       | 2002年9月1日                       | 2002年9月1日                       |
| スポンサー       | スポンサー       | 富士写真フイルム                   | 富士写真フイルム                   |
| 所要時間         | 所要時間         | 約16分(プレショーを含めると約24分) | 約16分(プレショーを含めると約24分) |
| 定員             | 定員             | 632人                              | 632人                              |
| 利用制限         |                  | なし                               | なし                               |
| ファストパス     | ファストパス     |                                    | 対象外                             |
| シングルライダー | シングルライダー |                                    | 対象外                             |

ビジョナリアム (Visionarium) は、時間旅行をモチーフにした映像型アトラクション。
1992年4月にユーロ・ディズニーランドで初導入、東京開園10周年に合わせた新施設の一環として「アメリカン・ジャーニー サークルビジョン360°」を改装し総工費50億円をかけ開業。オーディオアニマトロニクスと9枚のスクリーンを横に並べた水平方向360度の円筒形スクリーンを組み合わせた構成とした。電光表示板も、その時代（東京ディズニーランドにインパークした時）の西暦とその月日が表示された。メインテーマ曲 (From Time to Time) はトゥモローランドのエリアBGM (Circlevision1) として2024年現在も使用されている。
物語
天才科学者のロボット「タイムキーパー」を主人公に据え、ジュール・ヴェルヌやH.G.ウェルズに影響を受けて発明した、部屋型のタイムマシン「タイムチェインバー」の実験にゲストが参加する。時間旅行のできる9つの目を持つロボット「ナインアイ」が時間旅行の最中に観た風景が館内9面のスクリーン全体に映し出され、パリ万国博覧会でジュール・ヴェルヌと遭遇しタイムマシンに関する論争に発展、途中で歴史が大きく変わってしまいそうなハプニングが…。
ビジョナリー (visionary) とは、夢を見てその夢を情熱的に追いかけ努力し続ける人の意。
監督： ジェフ・ブライス
音楽： ブルース・ブロートン
登場人物・声の出演
タイムキーパー：ロビン・ウィリアムズ（声：所ジョージ）
ナインアイ：リー・パールマン（声：斉藤由貴）
ジュール・ヴェルヌ：ミシェル・ピコリ（声：岡田眞澄）
H.G.ウェルズ：ジェレミー・アイアンズ（声：青野武）
レオナルド・ダ・ヴィンチ：フランコ・ネロ
ルイ15世：ジャン・ロシュフォール
ポンパドゥール夫人：ナタリー・バイ
航空誘導員：ジェラール・ドパルデュー（声：玄田哲章）
「サークルビジョン360」タイプ アトラクションの変遷
今までは360度の円筒形画面に映像を映す映画型アトラクションで、各時代の技術革新によって新たなプログラムが導入されていたが、現在は自動的に動くライド形式のバズ・ライトイヤーのアストロブラスターになった。
1. 「マジックカーペット世界一周 サークルビジョン360°」（開園 - 1986年5月5日）
2. 「アメリカン・ジャーニー サークルビジョン360°」（1986年5月17日 - 1992年8月31日）
3. ビジョナリアム（1993年4月15日 - 2002年9月1日）
4. バズ・ライトイヤーのアストロブラスター（2004年4月15日 - 2024年10月（予定））
5. ディズニー映画『シュガー・ラッシュ』をテーマにしたアトラクション（2026年度以降（予定） - ）

アトラクション変更時のエピソード
「アメリカン・ジャーニー・サークルビジョン360°」への変更時は大型のパネル写真の交換など必要最低限にとどめられ、キャストのコスチュームもそのまま継承されたが、「ビジョナリアム」に変わる際には、「プレショーエリア（待合いロビー）」を中心に7ヶ月かけて大改装され、内装はレトロ調な研究室兼書斎をイメージしたセットになり、窓ガラスは主人公のタイムキーパーと世界で活躍したビジョナリー達の肖像画がステンドグラス風に装飾された。オープンした当初はプレショー含め全館立ち見だったが、プレショーの窓ガラスの僅かな幅しかないフレームに腰を下ろすゲストが少なくなく、プレショーの出し物（タイムキーパーの自己紹介と館内のご案内）が始まると暗幕を兼ねたブラインドカーテンを閉めてしまい、メインショー終了まで立たなければならなかったため、飾り柱の下に木製のベンチを急遽取り付け、歩き疲れたゲストに配慮した。

#### ファンタジーランド行きスカイウェイ
トゥモローランド行きスカイウェイを参照。

#### マジックカーペット世界一周 サークルビジョン360°
| マジックカーペット世界一周 サークルビジョン360° | マジックカーペット世界一周 サークルビジョン360° | マジックカーペット世界一周 サークルビジョン360°      | マジックカーペット世界一周 サークルビジョン360°      |
| ----------------------------------------------- | ----------------------------------------------- | ---------------------------------------------------- | ---------------------------------------------------- |
| オープン日                                      | オープン日                                      | 1983年4月15日 (東京ディズニーランドと同時にオープン) | 1983年4月15日 (東京ディズニーランドと同時にオープン) |
| クローズ日                                      | クローズ日                                      | 1986年5月5日                                         | 1986年5月5日                                         |
| スポンサー                                      | スポンサー                                      | 富士写真フイルム                                     | 富士写真フイルム                                     |
| 利用制限                                        |                                                 | なし                                                 | なし                                                 |
| ファストパス                                    | ファストパス                                    |                                                      | 対象外                                               |
| シングルライダー                                | シングルライダー                                |                                                      | 対象外                                               |

マジックカーペット世界一周 サークルビジョン360° (Magic Carpet ‘Round the World) は東京ディズニーランドの終了したアトラクション。360°のスクリーンで、世界の美しい風景を映し出すものであった。
ここの場所の移り変わりはビジョナリアムを参照。

#### マジック・ジャーニー
| マジック・ジャーニー | マジック・ジャーニー | マジック・ジャーニー | マジック・ジャーニー |
| -------------------- | -------------------- | -------------------- | -------------------- |
| オープン日           | オープン日           | 1985年1月17日        | 1985年1月17日        |
| クローズ日           | クローズ日           | 1986年12月1日        | 1986年12月1日        |
| スポンサー           |                      |                      |                      |
| 利用制限             |                      | なし                 | なし                 |
| ファストパス         | ファストパス         |                      | 対象外               |
| シングルライダー     | シングルライダー     |                      | 対象外               |

マジック・ジャーニー (Magic Journeys) は、かつての「エターナル・シー」のシアター部分を改装し、3D立体映像を上映するアトラクションとして1985年1月17日にオープンしたアトラクション。
ゲストは入館すると、まずピンクのふちの付いた立体眼鏡をキャストから貸与される。開映の11分前からは、キャストが待合いロビーで立体映像の仕組みをゲストと一緒にアニメーションと実験を交えながら楽しくレクチャーしていた。レクチャー終了後、ロビーから3Dシアターへ移動し、ここで立体眼鏡を装着して、3D映画「マジック・ジャーニー」を観賞する。
あらすじ：桜が満開の公園で遊ぶ子供たち。そんな中、一人の少年が手にしたタンポポを「フーッ!」と息を吹いた瞬間、彼の不思議な旅が始まる…。
本編では3Dであることを生かして、所々でゲストが手を伸ばし、目の前に迫る「凧」や「猫の顔」をつかもうとするシーンが盛り込まれていた。しかし、1987年3月から「キャプテンEO」を上映するため、わずか2年あまりで終了してしまった。音楽はシャーマン兄弟が担当しているが、日本語版では劇中の歌をダ・カーポが担当している。
館内で使用される立体眼鏡は再使用されるため、シアター出口でキャストが回収している（その後の「キャプテンEO」も同様）。ところが、一部ゲストがキャストに隠れて眼鏡を持ち去り、立体眼鏡をサングラスがわりに使おうとしていたとされる。そのほとんどは警備や他のアトラクションキャストによりその場で没収された。

#### ミート・ザ・ワールド
| ミート・ザ・ワールド | ミート・ザ・ワールド | ミート・ザ・ワールド                                 | ミート・ザ・ワールド                                 |
| -------------------- | -------------------- | ---------------------------------------------------- | ---------------------------------------------------- |
| オープン日           | オープン日           | 1983年4月15日 (東京ディズニーランドと同時にオープン) | 1983年4月15日 (東京ディズニーランドと同時にオープン) |
| クローズ日           | クローズ日           | 2002年6月30日                                        | 2002年6月30日                                        |
| スポンサー           | スポンサー           | 松下電器産業→なし                                    | 松下電器産業→なし                                    |
| 所要時間             | 所要時間             | 約19分                                               | 約19分                                               |
| 定員                 | 定員                 | 800人                                                | 800人                                                |
| 利用制限             |                      | なし                                                 | なし                                                 |
| ファストパス         | ファストパス         |                                                      | 対象外                                               |
| シングルライダー     | シングルライダー     |                                                      | 対象外                                               |

ミート・ザ・ワールド (Meet The World) は、実写映像とアニメーション映像、そしてロボット（オーディオ・アニマトロニクス）が日本の歴史の物語を演じた、劇場型アトラクション。円筒形の建物に時代ごとに分かれた4つの舞台が設置され、場面転換にはそれぞれの舞台の正面に観客席が回転する仕組みになっていた。2002年6月30日に終了した。その後、建物は抽選会場として使われたが、2007年頃に解体された。
フロリダ・ウォルト・ディズニー・ワールド・リゾート (WDW) のマジック・キングダムにあるアトラクション「カルーセル・オブ・プログレス (Walt Disney's Carousel of Progress) 」の演目を、日本の歴史に変更したもので、本来はWDWにあるエプコットの「ワールド・ショーケース」にある日本館に設置するために開発されていたものである。
現在、このアトラクションが存在していた位置には2009年4月15日より運営が開始されたアトラクション『モンスターズ・インク“ライド&ゴーシーク!”』が存在している。
あらすじ浜辺で日本の地形の成り立ちについて少女（妹）に説明する少年（兄）。少女は兄を物知りであると感心する一方、妹は『大昔の人々はどのような生活をしていたのか』と素朴な疑問を投げ掛ける。突然の質問に少年が答えに窮していると、そこに鶴が現れて…。
登場する時代区分については、縄文時代から現代・未来までと幅広い（純粋に過去の出来事として扱われたのは明治維新辺りまで）。日本の歴史を紹介する中でも、特にアトラクションの名に相応しく海外との交わりについて取り扱われているものが多かった（遣唐使、大仏開眼、鉄砲・キリスト教伝来、鎖国など）。一部、ペリー来航の際に史実とは異なる大砲の発射を差し控えるようにとの命令を下す描写や、第二次世界大戦についての説明の省略など、アメリカに配慮したとみられる箇所がある。年齢・没年などから、実際には有り得なかった坂本龍馬・福澤諭吉・伊藤博文の三者鼎談において、三者が日本の行き先について語り合っていた場面は有名である。なお、テーマ曲「We Meet the World with Love」などの音楽の作曲はシャーマン兄弟が担当した。
このアトラクションは開園から一時期、松下電器産業（現：パナソニック）（看板には「National Panasonic」と並記されていた）がスポンサーとして付いていた。これは、創業者である松下幸之助が、ウォルト・ディズニーの思想やディズニーランドの経営に強い興味を持っていたためであった。そして、WDWのマジック・キングダムにある「ザ・ホール・オブ・プレシデンツ」がアメリカ合衆国の歴史を紹介しているように、ぜひ松下電器の提供で、日本の歴史を紹介するようなアトラクションを建設したい、との意向から、このアトラクションを建設させた経緯がある。アトラクションの出口付近に「未来の日本」として、未来の発展した日本の生活がバーチャルハウスのような形式で展示されていたり、ミート・ザ・ワールドが無料（厳密に言えば『パスポート・アトラクション券が不要』）だったりしたのも、松下幸之助による強い意向だったといわれている。その後、松下電器は「スター・ツアーズ」のスポンサーとなり、ミート・ザ・ワールドのスポンサーから降板。それと同時に「未来の日本」も撤去された。
また、最終回ではゲストの要望により、異例の2回連続での上映となった。
歴代世界のディズニーテーマパークのアトラクションで唯一、日本の歴史を取り上げたアトラクションで、ディズニーキャラクターは登場しない。脚本家の三谷幸喜は、TDLの開園当時最も感動したアトラクションとして「勝海舟の蝋人形（演：八代駿）」が登場するアトラクションを挙げたが、「誰も信じてくれない」と述べている上に、発言が取り上げられるたびに「異色の取り合わせ」「耳を疑う情報」と紹介されている。なお、これは事実である。

#### スターケード
2007年11月14日にクローズされたが、跡地に「スーベニアメダリオン」としてスーベニアメダルの製造機をドアの部分のみ使用し、それ以外の部分はトゥモローランド・テラスの座席になった。

#### キャプテンEO
1996年9月1日に一度クローズしたが、2010年7月1日に再オープン。

#### バズ・ライトイヤーのアストロブラスター
詳細は「バズ・ライトイヤー(アトラクション)」を参照